# Fizir AF-2
Fizir AF-2 též nazývaný jako Fizir FA-1, Fizir 85 CV nebo Fizir-Vega A.F.2 (srbsky Физир ФА-1) bylo dvoumístné obojživelné letadlo, které bylo používáno jako cvičný, sportovní a turistický letoun. Vznikl na počátku 30. let 20. století v továrně Fizir ve Vojvodině.

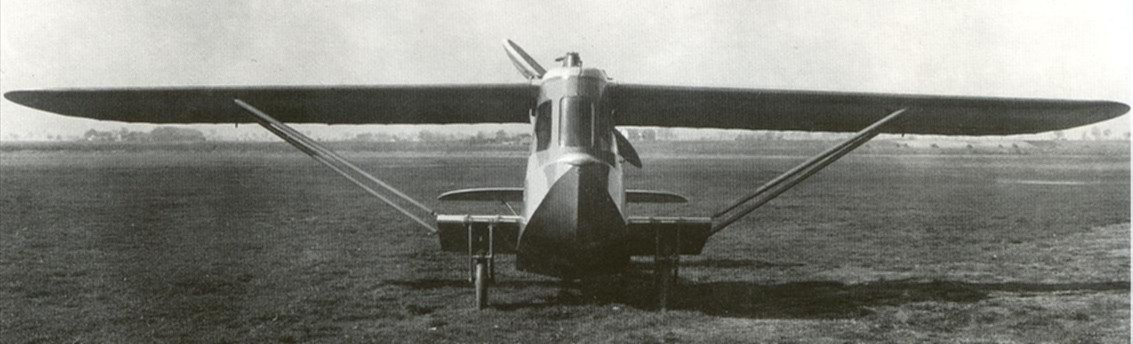
Fizir AF-2 s motorem Walter Vega (1931)

## Vznik a vývoj
Poté, co Rudolf Fizir získal zkušenosti s návrhem hydroplánů (Fizir F1M-Jupiter), pokračoval v roce 1930 konstrukcí dalšího, lehkého létajícího obojživelného člunu označeného jako Fizir FA-1 (Fizir Amphibia Prvi), později se zaužíval název Fizir AF-2 (Amphibia Fizir).
Letoun navrhl v roce 1930 tým vedený Rudolfem Fizirem spolu s Dušanem Stankovem a Ivanem Rukavinou. Prototyp byl vyroben v jeho továrně v srbském Petrovaradinu (Novi Sad) na přelomu let 1930/1931 jako cvičný létající člun, obojživelné letadlo. Byl opatřen podvozkem i plováky, mohl tak vzlétnout a přistávat jak ze země tak i z vody. Mimo to, jeho zajímavostí v konstrukci bylo použití pohonné jednotky s tlačnou vrtulí. Toto uspořádání umožňovalo nejen snížit hluk v kabině, ale také úplně se zbavit vibrací a turbulencí od rotující vrtule vpředu. Kromě toho byla takto poskytnuta posádce vynikající viditelnost z kokpitu, mnohem lepší než u jakékoliv jednomotorového letadla s tažnou vrtulí.
Byly to společně s Fizir F1M-Jupiter (1930) první letadla tohoto druhu v jugoslávském letectví. Letoun byl zapsán do leteckého rejstříku 6. února 1931 pod imatrikulací UN-PAT (YU-PAT) a létal v Jugoslávském královském aeroklubu až do roku 1937, kdy byl z rejstříku vymazán.

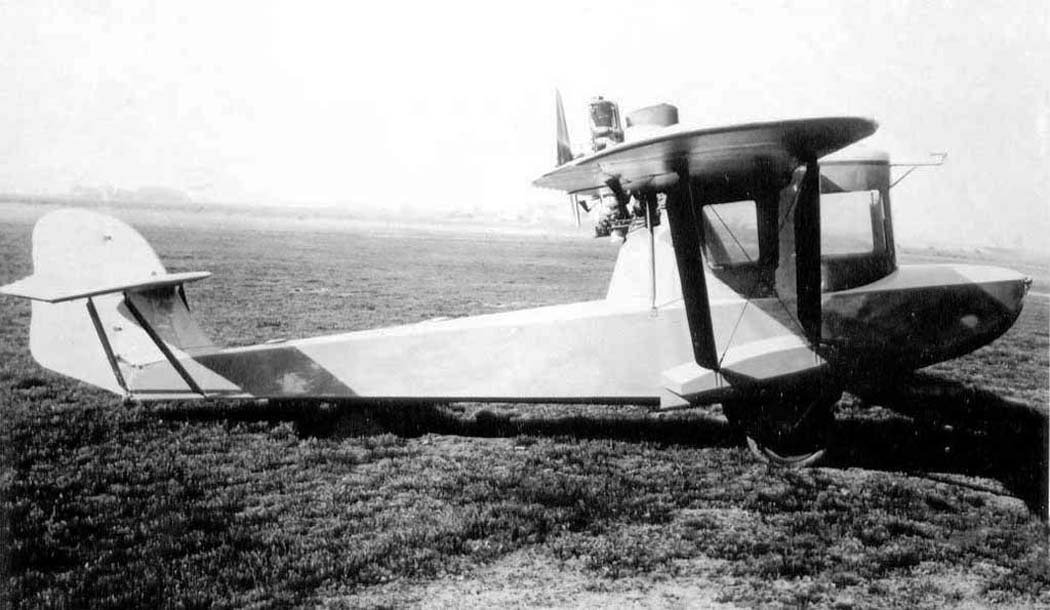
Fizir AF-2

## Popis letounu
Letoun byl jednomotorový dvoumístný hornoplošník typu parasol. Oba členové posádky seděli v tandemovém uspořádání za sebou v uzavřené kabině. Letoun byl vybaven zdvojeným řízením, takže mohl být použit i pro výcvik pilotů. Pilot seděl na předním sedadle před náběžnou hranou křídla. Kabina vpředu měla dvě boční okna, stejně tak jako cestující vzadu.
Trup letounu byl ve formě člunu s kabinou. Primárním účelem toho tvaru trupu bylo zlepšit stabilitu při pohybu po vodě. Na obou stranách trupu byly instalovány plováky. Trup "člunu" měl velmi jednoduchou konstrukci. Byl tvořen lehkým rámem ze dřeva a byl pokryt překližkou (dýhou). Spodní část trupu byla vyrobena z jasanového dřeva. V případě AF-2 se předpokládalo, že bude především používán na souši a jen příležitostně na vodě. V takových podmínkách bylo použití překližky docela přijatelné. V tomto případě byl i tak potah pečlivě nalakován a natřen, aby byla zajištěna vodotěsnost po co nejdelší dobu. Nicméně vodotěsnost i po této impregnaci se nedala očekávat.
Křídlo bylo třídílné, mírně šípovité (6°), bylo masivní konstrukce ze dřeva. Středová část byla střechou kokpitů, byla v ní uložena palivová nádrž a bylo zde přimontováno i motorové lože z ocelových trubek. Benzín k motoru tekl pouze působením gravitace. Obě poloviny křídla byly potaženy překližkou a plátnem. Křídla měla obdélníkový tvar se zaoblenými konci. Aby se zvýšila tuhost, byla křídla na každé straně podepřena dvojicí šikmých vzpěr. Svislá ocasní plocha byla pevně spojena s trupem. Vodorovný stabilizátor byl vyroben ze dřeva potaženého látkou a podepřen ze spodní strany podpěrami. Výškovka a směrové kormidlo byly vyrobeny ze svařovaných ocelových trubek potažených plátnem.
Při použití plováků bylo možné zatáhnout dvoukolový podvozek z vnitřku kokpitu za 15 vteřin otáčením ozubeného kola se šnekovým převodem. Každým plovákem procházela ocelová trubka kruhového průřezu a nesla trubkovou vidlici, na kterou bylo připevněno kolo podvozku. Vzadu měl letoun standardní ostruhu z pružných plechů.

## Použití
AF-2 pravděpodobně poprvé vzlétl koncem roku 1930 nebo začátkem roku 1931, přesné datum není známo. Po imatrikulaci létal až do roku 1937 v Jugoslávském královském aeroklubu. Již v roce 1931, bezprostředně po továrním zalétnutí, bylo uskutečněno několik dalších letů s přistáním na zemi, na Dunaji, Sávě a i na moři. Letadlo bylo dáno k dispozici pobřežním aeroklubům na Jadranu za účelem výcviku jejích členů.
Letoun byl určen zejména pro použití jako turistické letadlo. Letoun bylo možné používat i s otevřenou pilotní kabinou po sejmutí odnímatelného krytu. Trvale uzavřený kokpit nebyl považován za nezbytný nebo dokonce za žádoucí pro letadlo s tlačnou vrtulí. Pro lety v zimním období však bylo použití uzavřené kabiny dobrým řešením.

## Uživatelé
- Království Srbů, Chorvatů a Slovinců
  - Jugoslávský královský aeroklub

## Specifikace

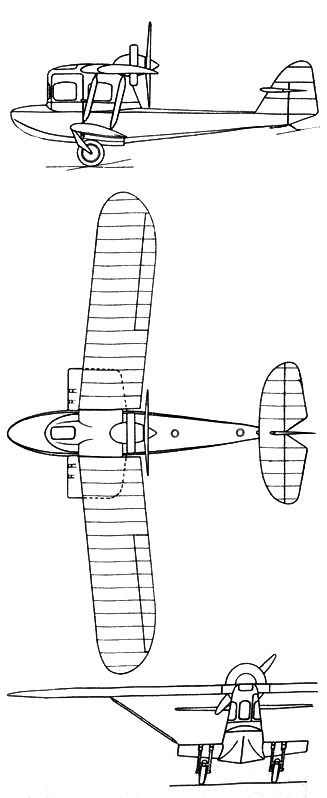
Fizir AF-2, 3-D skica, Aerophile duben 1931

Údaje dle

### Technické údaje
- Osádka: 2 (instruktor, žák)
- Rozpětí: 11,20 m
- Délka: 7,10 m
- Výška: 2,70 m
- Nosná plocha: 16,00 m2
- Hmotnost prázdného letadla: 460 kg
- Vzletová hmotnost: 690 kg
- Plošné zatížení: 43 kg/m2
- Pohonná jednotka: pístový hvězdicový vzduchem chlazený pětiválcový motor Walter Vega
  - Výkon maximální, vzletový: 90 k (66,2 kW) při 1800 ot/min
  - Výkon normální, jmenovitý: 85 k (62,5 kW) při 1750 ot/min
- Vrtule: tlačná, dvoulistá dřevěná vrtule s pevným nastavením

### Výkony
- Maximální rychlost: 140 km/h
- Cestovní rychlost: 120 km/h
- Přistávací rychlost: 60-65 km/h
- Praktický dostup: 3 500 m
- Dolet: 400 km